# Ministerul Afacerilor Interne (România)
Ministerul Afacerilor Interne este unul din ministerele care fac parte din Guvernul României. A fost fondat la data de 16 iulie 1862, primul deținător al funcției de ministru fiind Barbu Catargiu. Ministrul actual este Cătălin Predoiu.

## Scurt istoric
Instituția prin care au fost administrate afacerile interne din Țările Române în perioada Regulamentului Organic s-a numit Vornicia din Lăuntru, predecesoarea ministerului de interne. La data de 16 iulie 1862, prin decretul 495 semnat de Alexandru Ioan Cuza, a luat naștere Ministerul de Interne unic, cu sediul la București, ca urmare a desființării „Directoriatul Ministerului de Interne de la Iași”  și a unificării administrative a departamentelor din Moldova și Țara Românească. La 20 iulie 1864, Ministerul de Interne s-a unit cu Ministerul Lucrărilor Publice sub numele de „Ministerul de Interne, Agriculturii și Lucrărilor Publice”.
La 20 iunie 1913 Ministerul de Interne s-a reorganizat, în compunerea acestuia intrând serviciile centrale și serviciile speciale. Printre aceste servicii se numărau și „Direcțiunea Generală a Serviciului Sanitar”, „Direcțiunea Generală a Telegrafelor, Poștelor și Telefoanelor”, „Direcțiunea Generală a Închisorilor”, „Monitorul Oficial” și „Imprimeria Statului”. Prin intermediul unui decret-lege, ca urmare a Marii uniri din 1918, la data de 22 iunie 1919, structurile ministerului s-au extins la nivelul României Mari. Prin „Legea ministerelor” aprobată la data de 2 august 1929, ministerul s-a reorganizat, principalele sale atribuții fiind: conducerea administrației generale a țării, ordinea și siguranța statului și controlul administrațiilor locale. „Legea de organizare a Ministerului Internelor” din data de 4 ianuarie 1936 prevedea o dublă misiune pentru minister: administrarea generală a țării și apărarea ordinii publice și siguranței statului, însă i s-au atașat unele instituții noi: „Oficiul Național de turism”, „Oficiul Național pentru Apărarea populației contra atacurilor aeriene”, „Oficiul emisiunilor radiofonice și al cinematografiei” și „Institutul General de Statistică”. În 1941, denumirea ministerului a fost schimbată în Ministerul Afacerilor Interne.

### Perioada comunistă
Prin decretul nr.102/16 martie 1949 Ministerul Afacerilor Interne a primit o nouă organizare, acesta urmând a fi condus de un ministru, ajutat de un consiliu, miniștri adjuncți și consilieri ministeriali. O nouă reorganizare a avut loc la data de 20 septembrie 1952, prin decretul nr.324, înființându-se Ministerul Securității Statului, un organ central distinct de Ministerul de Interne. Această măsură a fost practic anulată prin decretul nr.365 din 7 septembrie 1953, când a avut loc contopirea celor două ministere. La 11 iulie 1956, printr-o hotărâre a Consiliului de Miniștri s-a stabilit o nouă structură pentru minister, acesta fiind împărțit în două departamente: „Departamentul Securității” și „Departamentul internelor” iar la data de 30 mai 1963 primind o nouă structură organizatorie: „Aparatul de securitate”, „Direcția politică a trupelor și formațiilor Ministerului afacerilor Interne”, „Trupele”, „Aparatul militarizat”, actualul ministru de interne, „Direcția Generală a Arhivelor Statului” și 16 unități regionale. La 4 aprilie 1968 ministerul a fost reorganizat din nou, Consiliul Securității Statului desprinzându-se ca organ central de stat. Ca urmare a decretului nr.131 din 19 aprilie, 1972,  Consiliul Securității Statului a fuzionat cu Ministerul Afacerilor Interne, din noua instituție făcând parte: Securitatea, miliția, trupele de securitate și de pompieri, penitenciarele și arhivele statului.

### Perioada postcomunistă

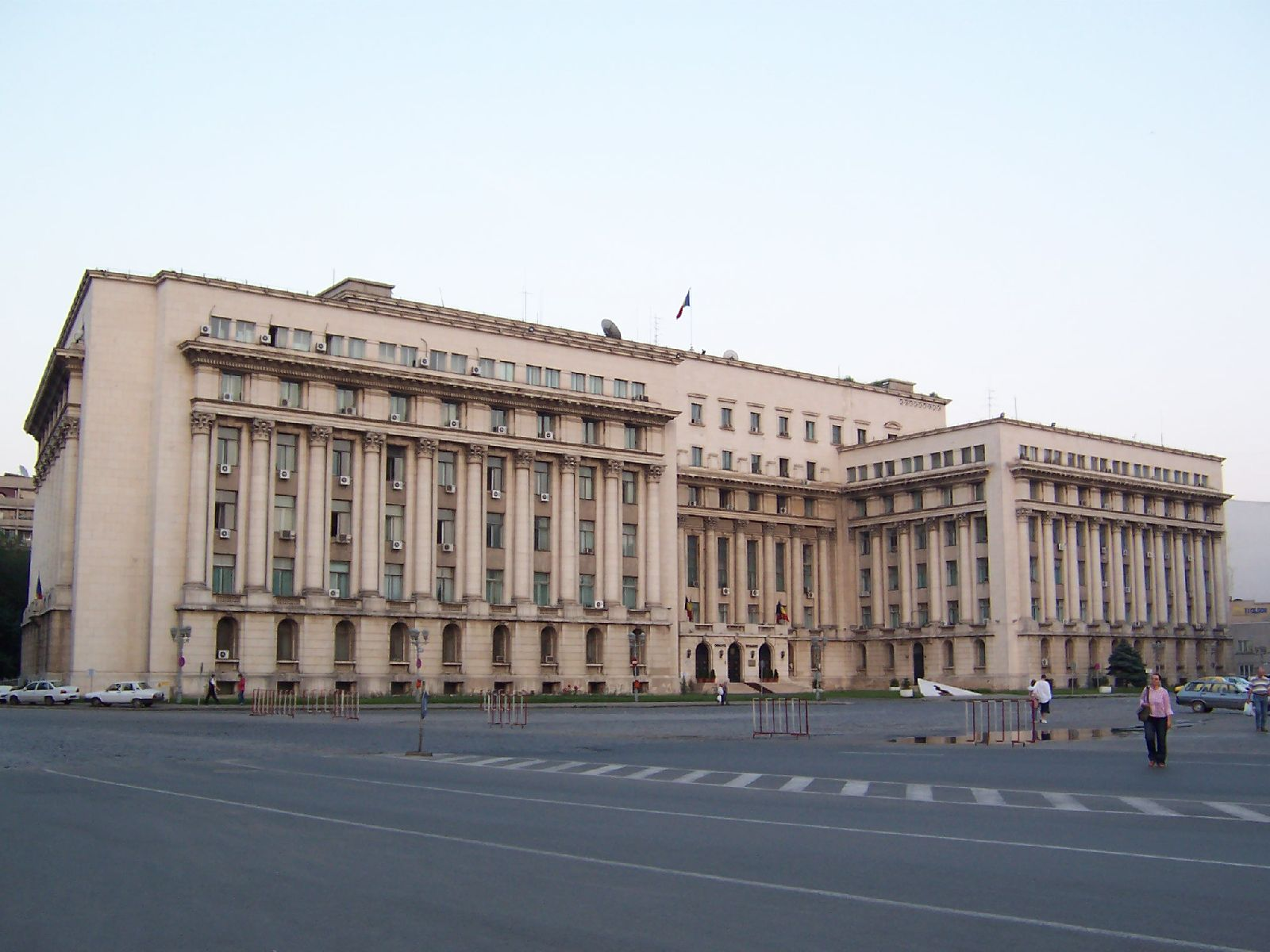
Palatul Ministerului de Interne

La data de 22 decembrie 1989, prin decizia Frontului Salvării Naționale, Ministerul de Interne a trecut în subordinea Consiliului Militar Superior iar la 25 decembrie 1989, prin comunicatul nr. 2 al FSN, toate unitățile ministerului au trecut în subordinea Ministerului Apărării Naționale. Prin Legea nr.40 din 18 decembrie 1990, instituția a fost reorganizată, din componența sa făcând parte următoarele structuri: Poliția Română, Jandarmeria Română, Poliția de frontieră română, pompierii și arhivele naționale. La data de 28 iunie 2003, prin Ordonanța de Urgență a Guvernului României nr.63, aprobata de Legea nr.604 din 22 decembrie 2003, Ministerul de Interne s-a unit cu Ministerul Administrației Publice, luând denumirea de Ministerul Administrației și Internelor.
La data de 21 decembrie 2012, Ministerul se sparge în Ministerul Afacerilor Interne și Ministerul dezvoltării regionale și administrației publice, primul fiind continuatorul vechiului minister.
Din 2006, Palatul Ministerului de Interne servește ca sediu al Ministerului Afacerilor Interne.

## Stema
Însemnul heraldic al Ministerului Afacerilor Interne se individualizează prin:
1. ramura verde de măslin, simbol al păcii și ordinii, care înlocuiește buzduganul din stema țării;
2. scutul de mai mici dimensiuni, plasat pe pieptul acvilei, despicat de o linie, tăiat de două și având în cele șase cartiere, simboluri care desemnează cele mai importante structuri ale ministerului după cum urmează: 1) Inspectoratul General al Poliției Române – câmp albastru, încărcat în partea superioară cu o balanță de aur cu talgerele în echilibru, iar în cea inferioară cu două securi consulare romane, naturale, încrucișate în săritoare; 2) Inspectoratul General pentru Situații de Urgență – câmp purpuriu, încărcat cu două topoare încrucișate în săritoare, suprapuse de o cască de pompier așezată din profil; dedesubt o grenadă explodând, de la care pornesc în dreapta și stânga ramuri de stejar, totul de argint; 3) Inspectoratul General al Poliției de Frontieră – câmp verde, încărcat cu o bornă de hotar de argint, având în partea de sus două spade albastre, încrucișate în săritoare, iar în cea de jos o ancoră neagră; borna are ca suporți doi lei de aur, limbați roșu, afrontați; 4) Inspectoratul General al Jandarmeriei Române – în câmp, pe albastru, un romb de argint, ieșind dintr-o cunună compusă din trei frunze de stejar de aur, având în centru litera J stilizată cu negru; 5) Administrația – câmp albastru, încărcat cu un leu de aur născând dintr-o coroană deschisă, cu cinci fleuroane, ținând cu labele anterioare un baston de același metal încărcat cu cinci flori de crin roșii și manșonat de argint; 6) Arhivele Naționale – câmp roșu, încărcat cu o făclie neagră, cu flacără de aur, așezată în bară, peste care broșează un pergament desfășurat, natural, poziționat în bandă și validat cu sigiliu atașat roșu, cu bordură neagră, prins de suport cu șnur albastru.

În partea inferioară, sub acvilă, deviza Ministerului Afacerilor Interne scrisă cu litere negre pe o eșarfă albă: PRO PATRIA ET ORDINE IURIS (PENTRU PATRIE ȘI ORDINEA DE DREPT.

### Cartierele
- Cartierul I reprezintă Inspectoratul General al Poliției Române, fiind caracterizat printr-un scut albastru, încărcat în partea superioară cu o balanță de aur cu talgerele în echilibru, iar în partea inferioară cu două securi consulare romane natural, încrucișate în săritoare.

- Cartierul II include însemnul heraldic al Inspectoratului General pentru Situații de Urgență, caracterizat printr-un scut de culoare purpurei, pe care sunt plasate două topoare încrucișate suprapuse pe o cască de pompieri așezată din profil. În partea inferioară a semnului se poate observa o grenadă explodând, de la care pornesc, în dreapta și în stânga ramuri de stejar, totul de argint.

- Cartierul III conține însemnul Inspectoratului General al Poliție de Frontieră. Se poate observa pe un scut de culoare verde, o bornă de hotar, din argint, pe care sunt figurate, în partea superioară două spade încrucișate, albastre, încrucișate în săritoare, iar la baza bornei, o ancoră neagră. Borna are ca suporți doi lei de aur, limbați roșu, afrontați.

- Cartierul IV reprezintă Inspectoratul General al Jandarmeriei Române. Pe un scut de culoare albastru, se poate observa un romb de argint, ieșind dintr-o cunună formată din trei frunze de stejar de aur și având în centru litera "J" stilizată cu negru.

- Cartierul V reprezintă Administrația și conține un scut albastru încărcat cu un leu de aur născând dintr-o coroană deschisa cu cinci fleuroane. Leul ține cu labele anterioare un baston de același metal încărcat cu cinci flori de crin roșii și mansonat de argint.

- Cartierul VI conține însemnul heraldic al Arhivelor Naționale, figurat pe un scut de culoare roșie, încărcat cu o făclie neagră, cu flacăra de aur, așezată în bară. Peste făclie broșează un pergament desfășurat, natural, poziționat în bandă și validat cu sigiliu atașat roșu, cu bordura neagră, prins de suport cu șnur albastru.

## Organizare

### Aparatul central
- Corpul de Control al Ministrului
- Direcția Generală Audit Intern
- Direcția Generală Juridică
- Direcția Generală Financiară
- Direcția Generală Management Resurse Umane
- Direcția Generală pentru Comunicații și Tehnologia Informației
- Direcția Generală Management Operațional
- Unitatea Centrală pentru Reforma Administrației Publice
- Direcția pentru Dezvoltarea Capacității Administrative
- Direcția pentru Politici Fiscale și Bugetare Locale Arhivat în 3 septembrie 2013, la Wayback Machine.
- Direcția Generală pentru Relațiile cu Instituțiile Prefectului
- Direcția Generală pentru Relația cu Comunitățile Locale
- Direcția Generală Afaceri Europene și Relații Internaționale
- Departamentul pentru Situații de Urgență[6].
- Direcția Medicală
- Direcția Generala Logistică
- Direcția Informare și Relații Publice
- Secretariatul General

### Structuri subordonate
- Direcția Generală de Informații și Protecție Internă[7]
- Direcția Generală Anticorupție[8]
- Centrul Informatic National al Ministerului Administrației si Internelor (e-administratie)
- Institutul de Studii pentru Ordine Publică[9]
- Centrul Național SIS
- Casa de Pensii Sectorială a Ministerului Administrației și Internelor
- Direcția Generală de Pașapoarte[10]
- Direcția Regim Permise de Conducere și Înmatriculare a vehiculelor[11]
- Inspectoratul General pentru Situații de Urgență[12]
- Direcția pentru Evidența Persoanelor și Administrarea Bazelor de Date
- Inspectoratul General pentru Imigrări[13]
- Arhivele Naționale ale României
- Academia de Poliție „Alexandru Ioan Cuza”[14]
- Inspectoratul General al Poliției Române[15]
- Jandarmeria Română
- Poliția de Frontieră Română
- Inspectoratul General de Aviație
- Clubul Sportiv „Dinamo” București
- Unitatea de Politici Publice
- Oficiul Responsabilului cu Protecția Datelor Personale

### Agenții și autorități
- Agenția Națională Antidrog (ANA)
- Agenția Națională Împotriva Traficului de Persoane (ANITP)
- Administrația Națională a Rezervelor de Stat și Probleme Speciale (ANRSPS)
- Autoritatea Națională de Reglementare pentru Serviciile Comunitare de Utilități Publice (ANRSC)
- Instituția Prefectului (42)
- Societatea Comerciala "COMICEX S.A."

## Conducerea actuală
- Ministru - Cătălin Predoiu
- Secretar de Stat - chestor general de politie Bogdan Despescu
- Secretar de Stat, Șef al Departamentului pentru Situații de Urgență - Dr Raed Arafat
- Secretar de Stat (relația cu Parlamentul și relații internaționale) - Noroce Pompiliu Stroe
- Secretar de Stat (relația cu Instituțiile Prefectului) - Gheorghe Sorescu
- Subsecretar de stat (relația cu Parlamentul) - maior Ovidiu Șandor
- Secretar general - chestor șef de poliție Ioana Dorobanțu
- Secretar general adjunct - comisar șef de poliție Geani Cătălin Nica

## România postcomunistă (1989-prezent)
- Mihai Chițac: 29 decembrie 1989 – 16 iunie 1990
- Doru Viorel Ursu: 16 iunie 1990 – 26 septembrie 1991
- Victor Babiuc: 17 octombrie 1991 – 19 noiembrie 1992
- George Ioan Dănescu: 19 noiembrie 1992 – 6 martie 1994
- Doru Ioan Tărăcilă: 6 martie 1994 – 11 decembrie 1996
- Gavril Dejeu: 12 decembrie 1996 – 21 ianuarie 1999
- Constantin Dudu Ionescu: 21 ianuarie 1999 – 28 decembrie 2000
- Ioan Rus: 28 decembrie 2000 – 15 iunie 2004
- Marian Săniuță: 15 iunie 2004 – 28 decembrie 2004
- Vasile Blaga: 29 decembrie 2004 – 5 aprilie 2007
- Cristian David:  5 aprilie 2007 – 22 decembrie 2008
- Gabriel Oprea:  22 decembrie 2008 – 20 ianuarie 2009
- Liviu Dragnea: 20 ianuarie 2009 – 11 februarie 2009
- Dan Nica: 11 februarie 2009 – 3 octombrie 2009
- Vasile Blaga (ad interim): 3 octombrie 2009 – 23 decembrie 2009
- Vasile Blaga: 23 decembrie 2009 – 27 septembrie 2010
- Traian Igaș: 27 septembrie 2010 – 9 februarie 2012
- Gabriel Berca: 9 februarie 2012 – 27 aprilie 2012
- Ioan Rus: 27 aprilie 2012 – 6 august 2012
- Mircea Dușa: 6 august 2012 – 21 decembrie 2012
- Radu Stroe: 21 decembrie 2012 –  23 ianuarie 2014
- Gabriel Oprea (ad interim): 23 ianuarie 2014 – 5 martie 2014
- Gabriel Oprea: 5 martie 2014 – 9 noiembrie 2015
- Petre Tobă: 17 noiembrie 2015 – 1 septembrie 2016
- Dragoș Tudorache: 1 septembrie 2016 – 4 ianuarie 2017
- Carmen Dan: 4 ianuarie 2017 – 24 iulie 2019
- Nicolae Moga: 24 iulie 2019 - 30 iulie 2019

- Ion Marcel Vela: 4 noiembrie 2019 - 23 decembrie 2020
- Lucian Bode : 23 decembrie 2020 - 15 iunie 2023
- Cătălin Predoiu : 15 iunie 2023 -

## Centrul de Furnizare Servicii Electronice (HUB)
HUB-ul este o platformă digitală pentru serviciile publice oferite de Ministerul Afacerilor Interne. Aceasta a fost creată pentru a îmbunătății colaborarea între structurile MAI. Acesta oferă accesul cetățenilor la serviciile MAI. Contul se validează prin ghișeul.ro sau prin deplasarea la un ghișeu al Poliției Române cu cartea de identitate.
- Programare pentru eliberarea carte de identitate sau pașaportului
- Eliberare de permis de conducere
- Înmatriculare vehicului
- Eliberare online a certificatului de cazier judiciar
- Eliberarea online a istoricului de sancțiuni rutiere
- Eliberarea apostilei pentru documentele oficiale administrative
- Semnalarea comportamentului agresiv în trafic
- Servicii pentru personalul MAI (accidente de muncă, învățământ, carieră)
- Răspuns la scrisorile de informare RO-CBE.